# Bohdan Lyednyev
Bohdan Serhiïovytch Liedniev (en ukrainien : Богдан Сергійович Лєднєв), né le 7 avril 1998 à Skvyra en Ukraine, est un footballeur ukrainien évoluant au poste de milieu offensif au Polissia Jytomyr.

## Biographie

### Dynamo Kiev
Natif de Skvyra dans l'oblast de Kiev en Ukraine, Bohdan Lyednyev est formé au Dynamo Kiev à partir de 2016. En décembre de la même année il prolonge son contrat avec le Dynamo jusqu'en décembre 2020. Il joue son premier match en professionnel le 25 octobre 2017, à l'occasion d'une rencontre de coupe d'Ukraine face au FK Oleksandria, contre qui son équipe s'impose par trois buts à deux après prolongations.

### Zorya Louhansk
Le 19 juillet 2018 Bohdan Lyednyev est prêté pour deux saisons au Zorya Louhansk. Il joue son premier match pour son nouveau club le 4 août 2018 en entrant en jeu lors d'un match de championnat face au Tchornomorets Odessa (1-1). Le 2 septembre de la même année il inscrit son premier but pour le Zorya Louhansk, lors de la victoire par cinq buts à zéro de son équipe contre l'Arsenal Kiev.

### Retour au Dynamo Kiev
Il fait son retour au Dynamo Kiev après deux ans de prêts et est intégré à l'équipe première pour la saison 2020-2021.

### En sélection
Bohdan Lyednyev fête sa première sélection avec l'équipe d'Ukraine espoirs le 1er septembre 2017 face à la Lettonie. Il est titulaire lors de ce match et inscrit également son premier but avec les espoirs, permettant de prendre le point du match nul (1-1).

## Statistiques
| Saison                | Club                  | Championnat           | Championnat | Championnat | Championnat | Coupe(s) nationale(s) | Coupe(s) nationale(s) | Coupe(s) nationale(s) | Supercoupe | Supercoupe | Supercoupe | Compétition(s) continentale(s) | Compétition(s) continentale(s) | Compétition(s) continentale(s) | Compétition(s) continentale(s) | Total | Total | Total |
| Saison                | Club                  | Division              | M.          | B.          | P.d.        | M.                    | B.                    | P.d.                  | M.         | B.         | P.d.       | Comp.                          | M.                             | B.                             | P.d.                           | M.    | B.    | P.d.  |
| 2017-2018             | Dynamo Kiev           | Premier-Liha          | -           | -           | -           | 1                     | 0                     | 0                     | -          | -          | -          | -                              | -                              | -                              | -                              | 1     | 0     | 0     |
| 2020-2021             | Dynamo Kiev           | Premier-Liha          | 12          | 1           | 0           | 2                     | 1                     | 0                     | 1          | 0          | 0          | C1+C3                          | 5+1                            | 0+0                            | 0+0                            | 21    | 2     | 0     |
| 2021-2022             | Dynamo Kiev           | Premier-Liha          | 8           | 0           | 0           | 1                     | 0                     | 0                     | -          | -          | -          | C1                             | 1                              | 0                              | 0                              | 10    | 0     | 0     |
| Sous-total            | Sous-total            | Sous-total            | 20          | 1           | 0           | 4                     | 1                     | 0                     | 1          | 0          | 0          | -                              | 7                              | 0                              | 0                              | 32    | 2     | 0     |
| 2018-2019             | Zorya Louhansk (prêt) | Premier-Liha          | 22          | 1           | 2           | 3                     | 2                     | 0                     | -          | -          | -          | C3                             | 3                              | 0                              | 0                              | 28    | 3     | 2     |
| 2019-2020             | Zorya Louhansk (prêt) | Premier-Liha          | 27          | 11          | 3           | 1                     | 1                     | 0                     | -          | -          | -          | C3                             | 5                              | 1                              | 0                              | 33    | 13    | 3     |
| Sous-total            | Sous-total            | Sous-total            | 49          | 12          | 5           | 4                     | 3                     | 0                     | -          | -          | -          | -                              | 8                              | 1                              | 0                              | 61    | 16    | 5     |
| 2021-2022             | Fehérvár FC (prêt)    | Nemzeti Bajnokság I   | 8           | 0           | 1           | 2                     | 0                     | 1                     | -          | -          | -          | -                              | -                              | -                              | -                              | 10    | 0     | 2     |
| 2022-2023             | Fehérvár FC (prêt)    | Nemzeti Bajnokság I   | 8           | 0           | 2           | 2                     | 0                     | 0                     | -          | -          | -          | C4                             | 3                              | 0                              | 0                              | 13    | 0     | 2     |
| Sous-total            | Sous-total            | Sous-total            | 16          | 0           | 3           | 4                     | 0                     | 1                     | -          | -          | -          | -                              | 3                              | 0                              | 0                              | 23    | 0     | 4     |
| 2023-2024             | SK Dnipro-1           | Premier-Liha          | 15          | 4           | 0           | 1                     | 0                     | 0                     | -          | -          | -          | C3+C4                          | 2+2                            | 0+0                            | 0+0                            | 20    | 4     | 0     |
| Total sur la carrière | Total sur la carrière | Total sur la carrière | 80          | 17          | 8           | 13                    | 4                     | 1                     | 1          | 0          | 0          | -                              | 22                             | 1                              | 0                              | 116   | 22    | 9     |